# Lucrecia Toriz
Lucrecia Toriz Ordaz fue una obrera y luchadora social mexicana nacida en la ciudad de Orizaba en 1867. A comienzos del siglo XX participó en los eventos previos y posteriores de la Huelga de Río Blanco de 1907, sucesos precursores de la Revolución mexicana. Falleció en Río Blanco, Veracruz en 1962. 

## Biografía
Hija de Lorenzo Toriz y Francisca Ordaz. Esposa de Pablo Gallardo quien fue uno de los obreros fundadores de los grupos de resistencia en Río Blanco, Veracruz, y del Gran Círculo de Obreros Libres durante la huelga de Río Blanco de 1907. 

## Militancia
Las condiciones de injusticia social prevalecientes en el país durante el periodo histórico conocido como el Porfiriato, principalmente a comienzos del siglo XX dieron lugar a un gran número de protestas por todo el país principalmente en los florecientes centros de trabajo como fue el caso del cinturón de fábricas textiles ubicados en diferentes localidades de los estados de Puebla, Tlaxcala y Veracruz. Por diversos medios principalmente a través del periodismo y la literatura, la voz de la mujer comenzó a escucharse por primera vez en el país, mujeres de diversas clases sociales se vieron inmersas en las actividades prerrevolucionarias. La región de Orizaba y Río Blanco no fue la excepción. Lucrecia formó parte de un grupo de mujeres obreras que habían formado una brigada de combate durante la Huelga de Río Blanco de 1907. Esta brigada se encargó de reunir pedazos de pan y tortillas duras con las que llenaban sus rebozos para alimentar a los huelguistas quienes aguardaban de día y de noche a las puertas de la fábrica para evitar que se rompiera el cerco impuesto durante la huelga. En la tienda de raya anexa a la fábrica llegó una mujer a solicitar un préstamo y el dependiente extranjero le contestó disparándole con una escopeta, lo que enardeció a la multitud apostada a las puertas de la fábrica, gracias a esto se le consideró heroica en partes de la revolución. En poco tiempo la muchedumbre quemó y redujo a cenizas la tienda de raya, por lo que fue llamado el batallón apostado en la Ciudad de Orizaba llegando rápidamente a Río Blanco por ferrocarril. 
Para evitar una masacre de los obreros, Lucrecia Toriz tomó una bandera y se enfrentó al batallón deteniendo los ánimos y salvando seguramente muchas vidas ante el posible enfrentamiento. Los soldados del décimo tercer batallón dirigidos por el teniente Ignacio Dorado, la agredieron y amenazaron de muerte ante lo cual decidió no retroceder ni un paso, ante esto, el teniente la apresó y los soldados se retiraron del lugar. Durante su encarcelamiento, los hermanos Flores Magón le enviaron algunos de sus libros siendo convertida en una heroína nacional de la causa antiporfirista que unos años después se convertiría en el movimiento Antirrelecionista encabezado por Francisco I. Madero, previo a la Revolución Mexicana. Al cabo de seis meses pudo salir bajo fianza. Durante los siguientes años continuaría desempeñando actividades revolucionarias.

## Honores
En 1936 recibió el reconocimiento del Centro de mujeres proletarias de México. En 1957 el Sindicato de Río Blanco le otorgó una condecoración. Es considerada una precursora y heroína de la Revolución Mexicana.

## Legado
Lucrecia Toriz fue la primera luchadora social de la época previa a la revolución mexicana cuya historia se tiene documentada. Se le considera una mujer adelantada a su tiempo al luchar no solo para combatir la injusticia social sino también la equidad laboral ante las precarias condiciones que se tenían a principios del siglo XX.

## Muerte
Tras una larga vida, murió en Río Blanco, Veracruz el 27 de enero de 1962.